# 98P/Takamizawa
La comète Takamizawa, officiellement 98P/Takamizawa, est une comète périodique du système solaire, découverte le 30 juillet 1984 par Kesao Takamizawa à l'observatoire de l'Université de Tokyo.